# Cucumis maderaspatanus
Cucumis maderaspatanus är en gurkväxtart som beskrevs av Carl von Linné. Cucumis maderaspatanus ingår i släktet gurkor, och familjen gurkväxter. Inga underarter finns listade i Catalogue of Life.

## Bildgalleri

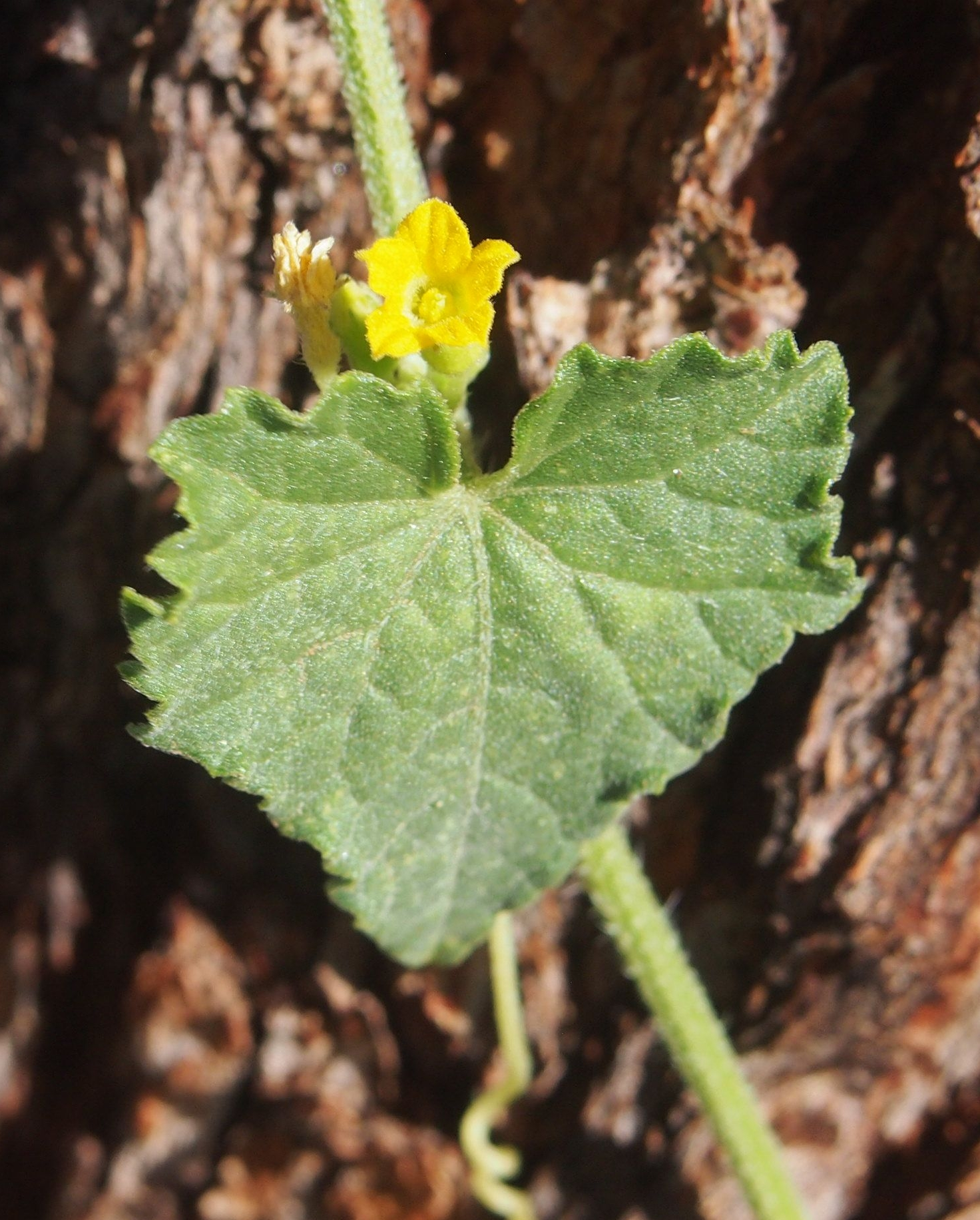
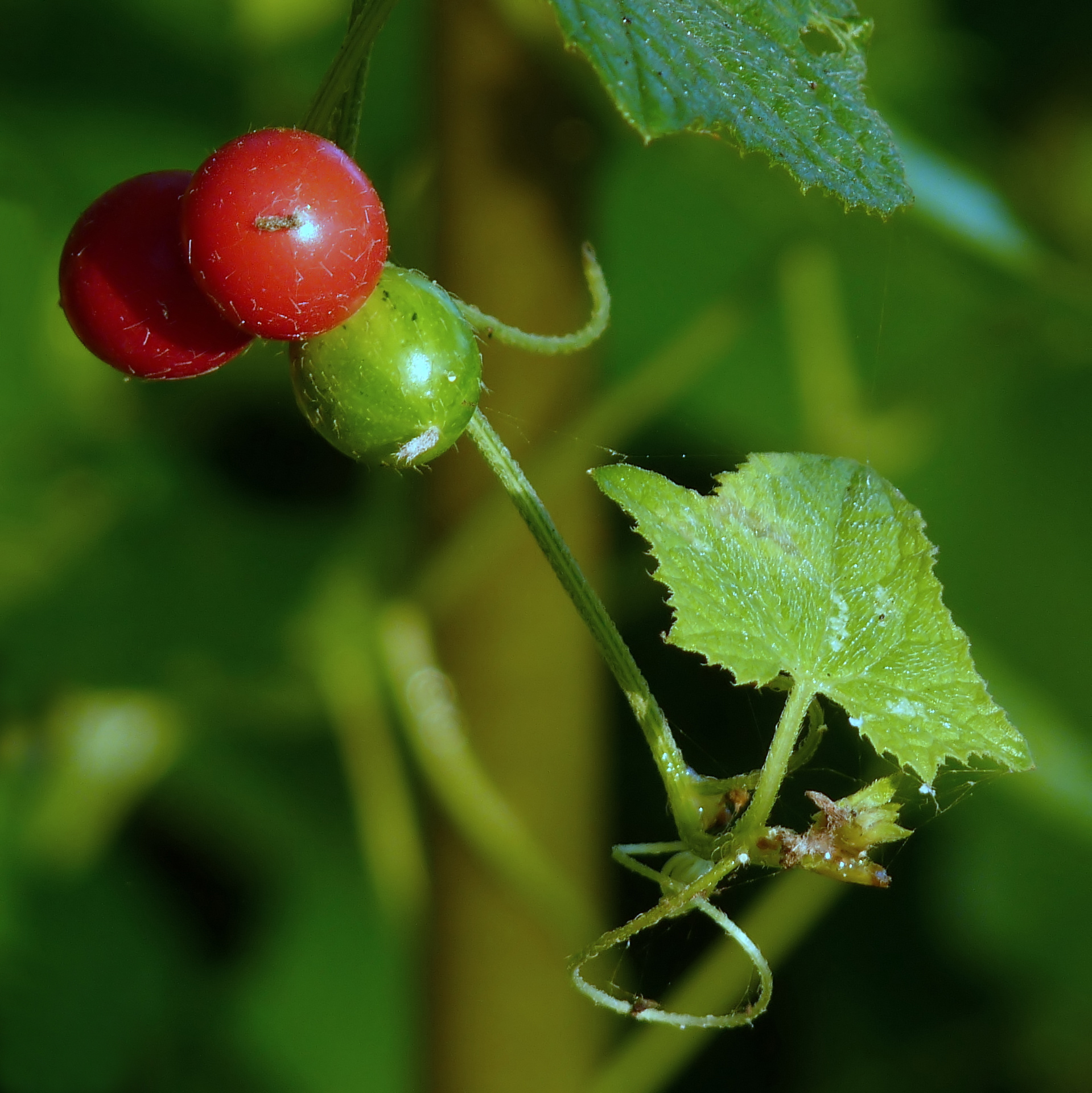
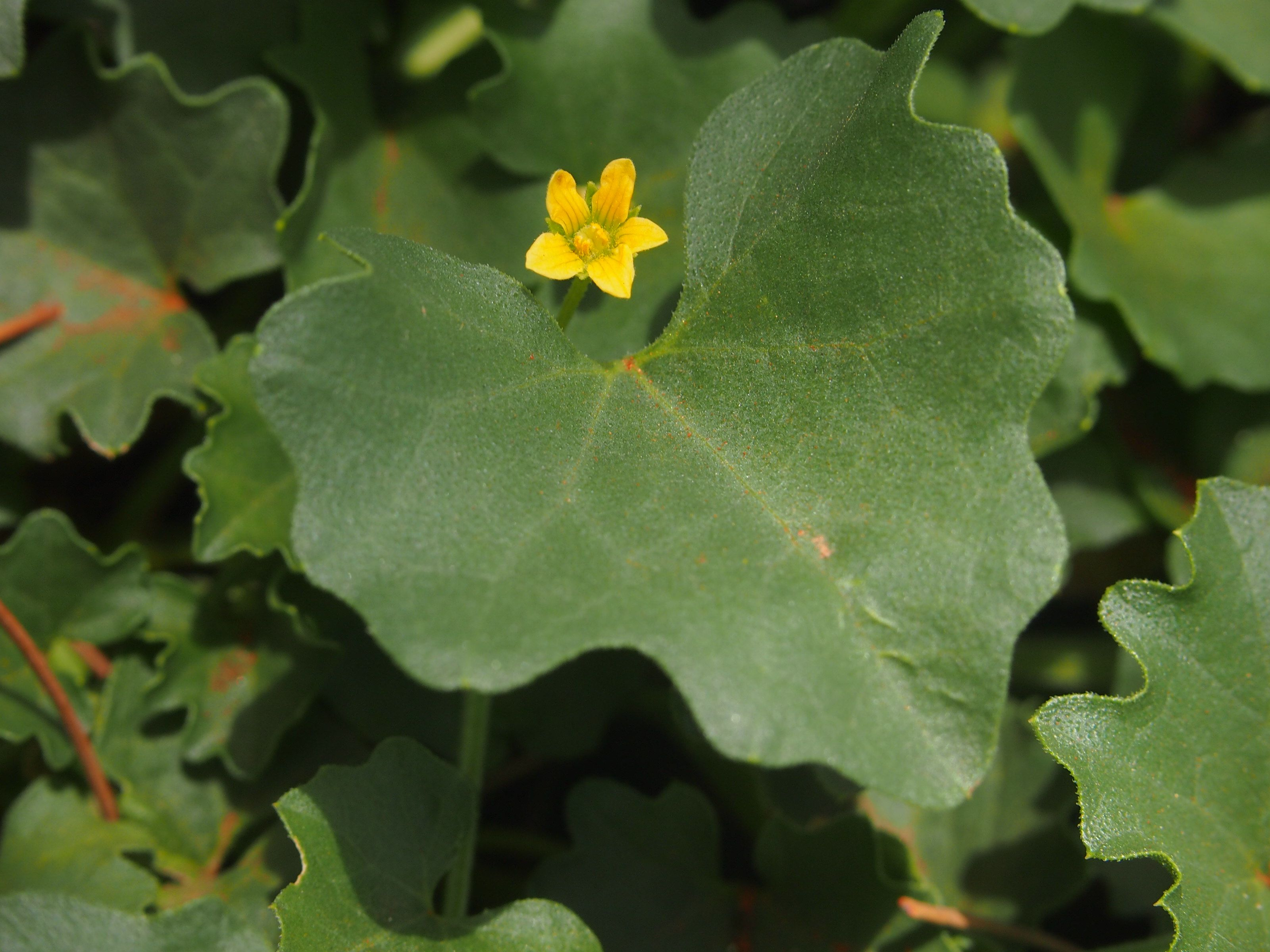
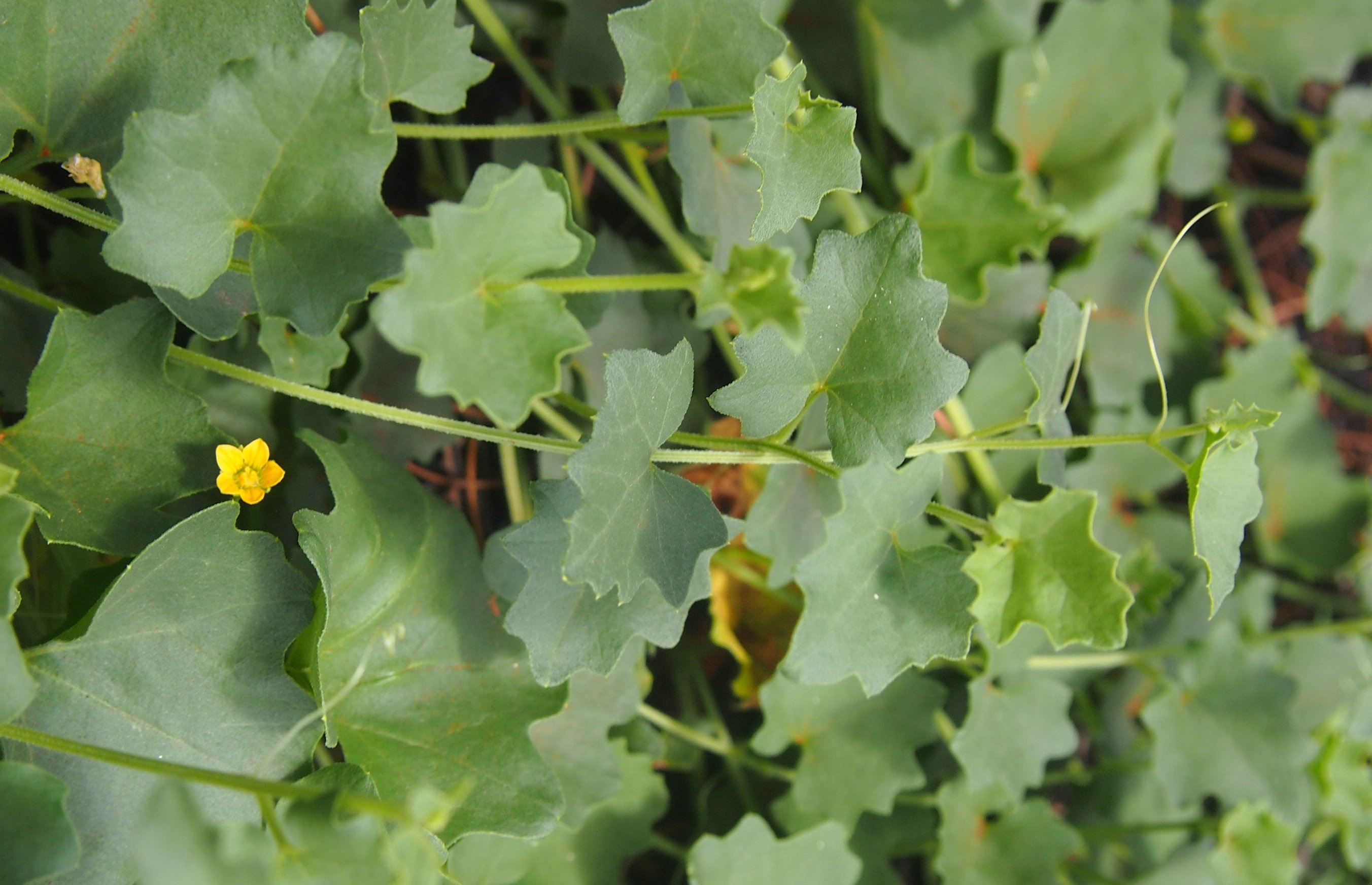
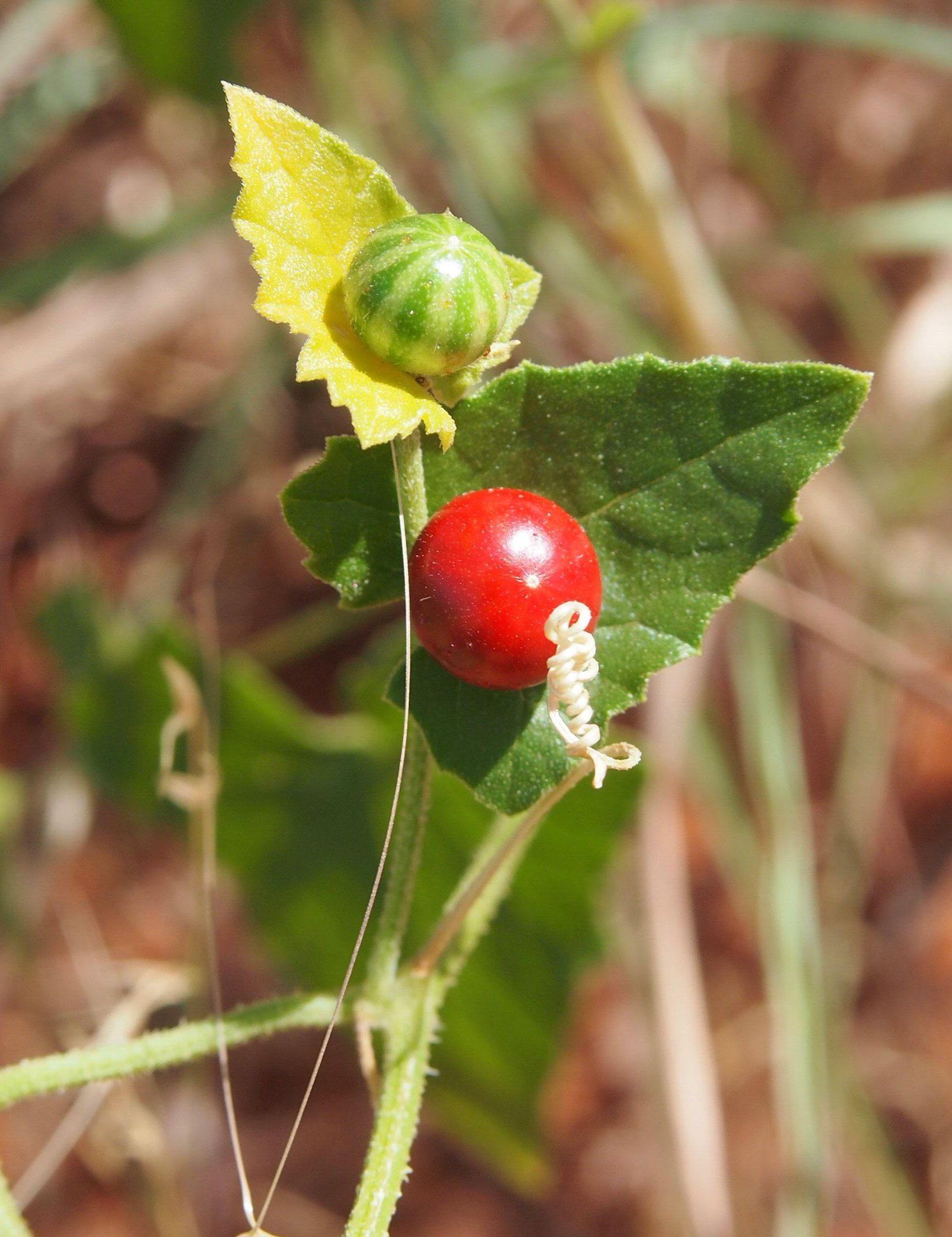
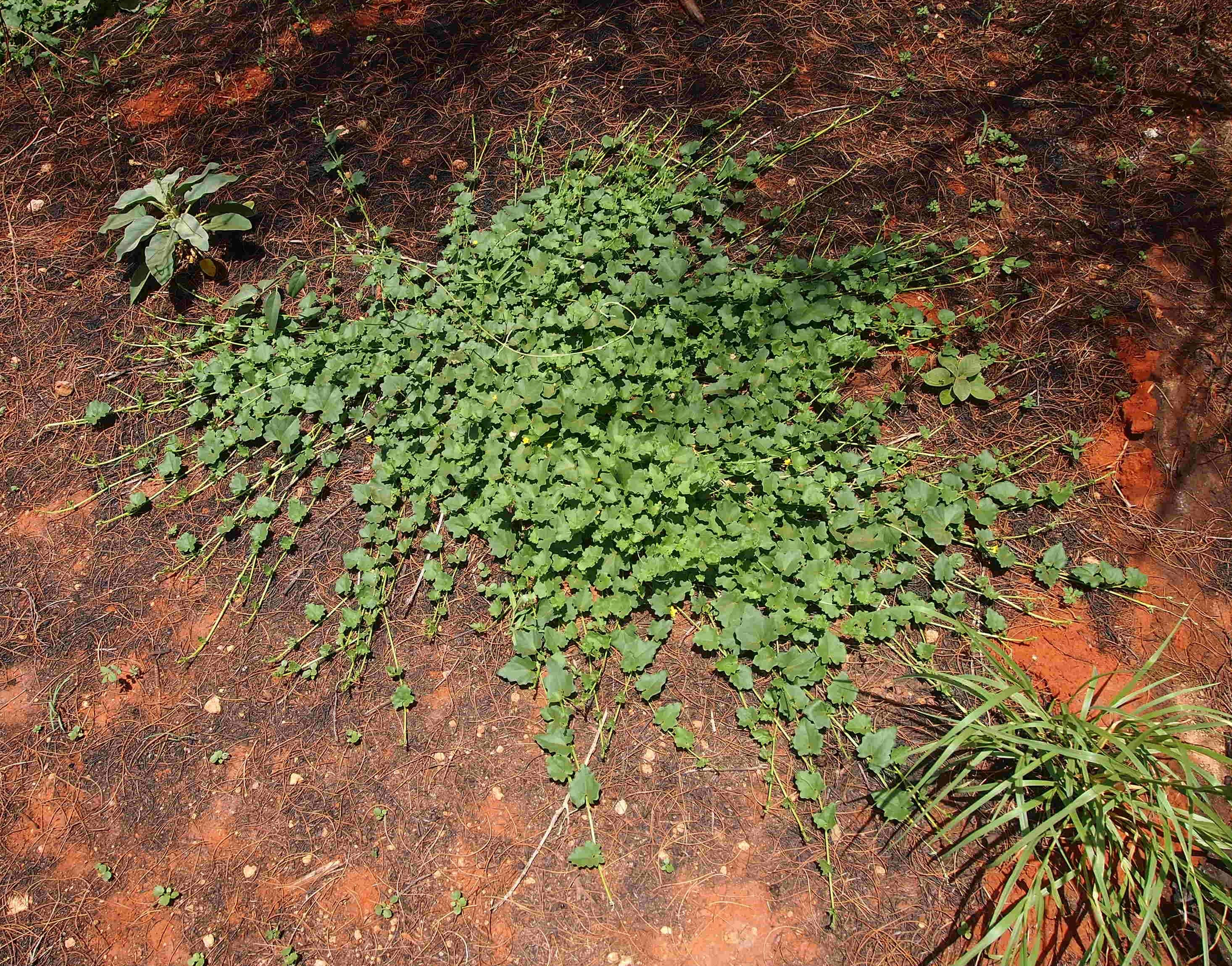